# 帕尔马雷斯
帕尔马雷斯（葡萄牙語：Palmares；1605年—1694年）是巴西殖民地境內的一个由逃亡黑人奴隶和其他人士組成的“逃奴堡”聯盟，活動範圍位於現今巴西阿拉戈斯州乌尼昂-杜斯帕尔马里斯附近。
1532年，第一批黑奴运入巴西。許多黑奴逃亡巴西内地丛林。1630年，許多逃亡的黑奴联合起来，在巴里加山脉建立帕尔马雷斯黑人聯盟。最繁榮的時候帕尔马雷斯人口约2万，而且设有行政、军事和司法机构。杀人、奸淫、偷盗、逃跑者要被处以死刑。黑人還选举了终身执政者。黑人以种植香蕉、玉米、甘蔗、木薯和豆类等為生，還與葡萄牙、荷蘭移民和印第安人进行物物交换。帕尔马雷斯鼎盛时期，人口约为2万，可动员1万人的军队。
荷屬美洲當局於1643年和1645年派兵進攻帕爾馬雷斯。1654至1678年期間，葡萄牙人派遣25支远征队进攻帕尔马雷斯，不過都沒有戰勝帕尔马雷斯。1693年6月，葡萄牙再度進攻帕尔马雷斯。1694年2月初，帕尔马雷斯的首府被攻佔。1695年9月20日，帕尔马雷斯的首領被殺。1697年5月，帕尔马雷斯被葡萄牙當局摧毀。

## 历任统治者
- 奥夸通（英语：Aqualtune）（1630年—1650年在位）
- 冈加·尊巴（1650年—1678年在位）
- 冈加·佐纳（葡萄牙語：Ganga Zona）（1678年在位）
- 祖比·多斯帕尔马雷斯（1678年—1695年在位）